# エンルート
株式会社エンルート（英:enRoute Co., Ltd.）は、かつて存在したラジオコントロール模型のメーカーとして2006年に設立された企業である。

## 概要
かつて存在した無人航空機製造メーカー。

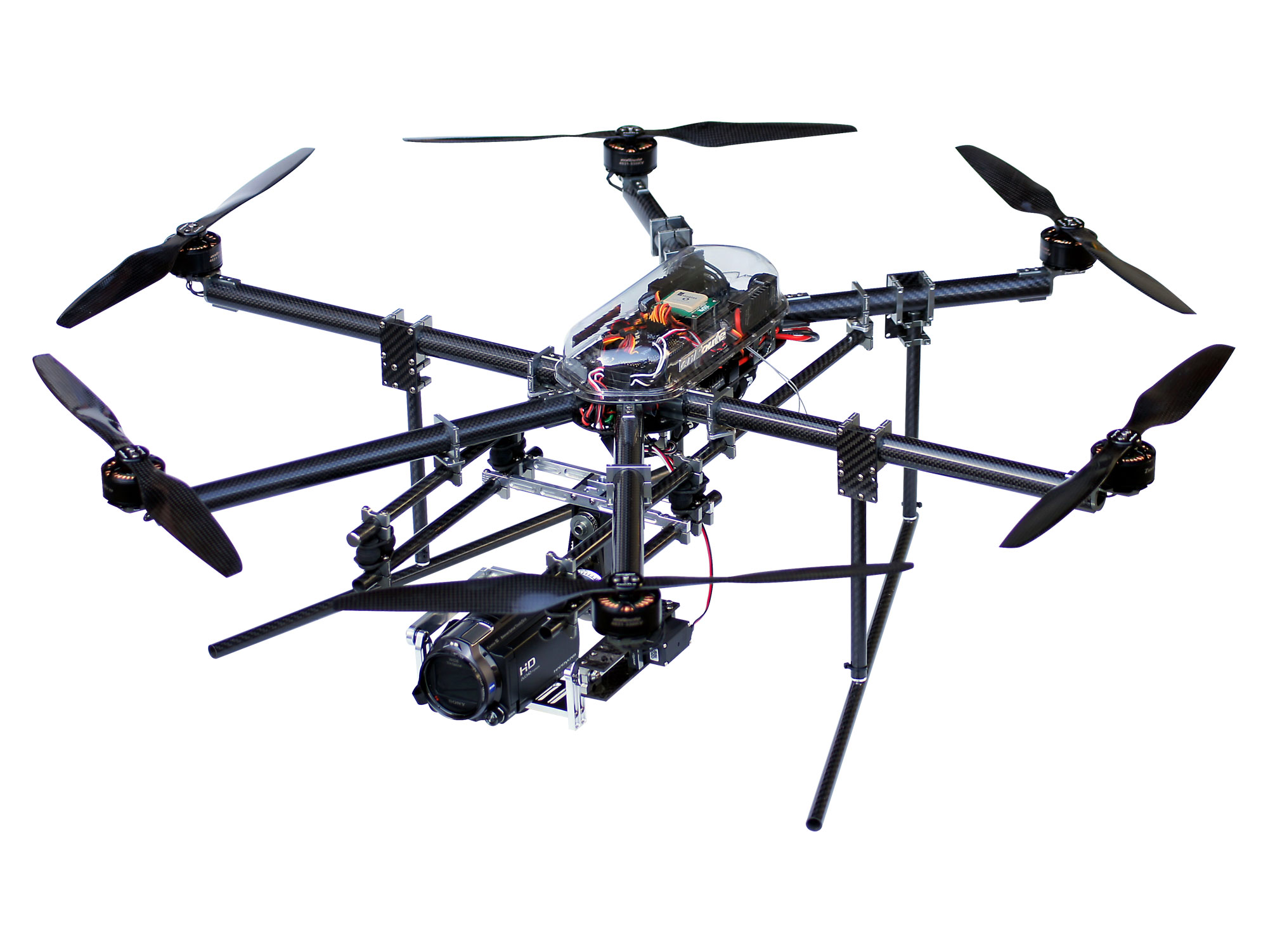
空撮用に開発された機体
（ZION PRO 800）

いち早く無人航空機分野に参入し、一時期日本の代表的な無人航空機メーカーとして名を馳せた。
2006年に設立、2011年より産業用ドローンの開発をすすめ、マルチコプター、無人車両、無人艇の製造メーカーとして、農業、測量、建設、警備、点検などに使用する機材を設計、製造していた。
2016年7月にスカパーJSAT傘下の衛星ネットワークの子会社となる。
2020年3月に国立研究開発法人新エネルギー・産業技術総合開発機構（NEDO）からの補助金不正受給が露呈し、芋づる式に2020年11月、国立研究開発法人農業・食品産業技術総合研究機構（農研機構）での同様の補助金不正受給が発覚し、それぞれ補助金交付措置の停止及び補助金の返還を求められた。
2021年1月18日、ドローン事業をNTT東日本系のドローン新会社、NTT e-Drone Technologyに一部譲渡することを発表したが、翌1月19日に2020年に発覚した複数の不正受給問題の後処理をする精算会社としてしばらくは存続するが、1月31日付で全社員が退社することが報道され、一部譲渡は表向きの発表であり事実上倒産であることが判明した。
2021年1月29日札幌支店の閉鎖のお知らせを最後にホームページが閉鎖。
その後ホームページは復活するも、2021年6月3日ホームページに会社解散の報告を掲載。同年6月18日に東京地方裁判所から特別清算開始決定を受けた。同年12月1日に法人格が消滅した。
負債総額は17億7700万円（2020年3月末時点）だが、2021年3月期の決算は発表していないことや従業員を全員解雇（上述）していることからそれらの費用を計上すると実際の負債総額はさらに嵩むと見られている。

## 主な番組実績

### ドラマ
- 仮面ライダーウィザード（tv asahi、東映、ADK　2012年-2013年、仮面ライダーシリーズ）
- 仮面ライダー鎧武（tv asahi、東映、ADK 2013年-2014年、仮面ライダーシリーズ）
- 烈車戦隊トッキュウジャー(tv asahi、東映、東映AG 2014年-2015年、スーパー戦隊シリーズ)
- 仮面ライダードライブ（tv asahi、東映、ADK 2014-2015年、仮面ライダーシリーズ）
- 手裏剣戦隊ニンニンジャー(tv asahi、東映、東映AG 2015年-2016年、スーパー戦隊シリーズ)
- 仮面ライダーゴースト（tv asahi、東映、ADK 2015年-、仮面ライダーシリーズ）
- 動物戦隊ジュウオウジャー(tv asahi、東映、東映AG 2016年-、スーパー戦隊シリーズ)

## 沿革
2006年10月　埼玉県新座市で、資本金1000万円で、株式会社エンルートを設立。ラジコン製品の設計、製造、販売を行う。
2011年　産業用ドローン　Zionシリーズを発売。
2016年6月　農薬散布用途の産業用マルチローター（通称ドローン）AC-940Dが、一般社団法人 農林水産航空協会の1号認定機となる。
2016年7月　スカパーJSATホールディングスグループの衛星ネットワークの子会社となる
2017年3月 代表取締役社長の伊豆が退任し、新しく瀧川正靖が代表取締役社長に就任
2017年4月 農薬散布で9リッター以上の散布が出来るAC1500を発表
2017年5月 本社を埼玉県朝霞市北原に移転
2017年5月23日 千葉県東金にエンルート ドローン フィールド東金を開設し、同時にエンルート ロボット トレーニング スクール（Enroute Robot Training School E.R.T.S アーツ）を開校
2019年3月　世界初、火災現場への侵入と近距離空撮が可能な300℃耐火型ドローンを開発‐4月にサンプルモニタリングを開始し、『消防士の空飛ぶチームメイト』を発表
2019年5月　第5回国際ドローン展にて、次世代ドローンコンセプトモデル　A9を発表
2019年10月　農業散布用新型ドローン　AC101を発売
2020年2月　代表取締役社長の瀧川正靖が辞任し、新しく江口覚郎が代表取締役社長に就任
2020年3月　NEDO案件　8件　合計2.2億円の不正受給が発覚。
2020年11月　農水省及び農研機構　2件　合計3,000万円の不正受給が発覚。
2021年１月　株式会社NTT e-Drone Technologyに一部事業を譲渡することを発表。
2021年6月　公式ホームページにて臨時株主総会で会社解散の決定したことを発表。